# Fred Bear
Pour les articles homonymes, voir Bear.
Fred Bear (né le 5 mars 1902 à Waynesboro (Pennsylvanie) et décédé le 27 avril 1988 à  Gainesville (Floride) est un archer américain, chasseur, fabricant d’arc, un auteur et un animateur de télévision.
Bien qu'il n'ait commencé la chasse à l'arc qu'à l'âge de 29 ans et ne l'ait pas maîtrisé avant de nombreuses années, il est considéré comme un pionnier dans la communauté de la chasse à l'arc. Bear était un voyageur, un producteur de films et le fondateur de Bear Archery, une société de fabrication et de distribution d'arcs qui existe toujours.
Il fait partie du Hall of Fame Bowhunters.

## Carrière
Bear est né dans une ferme du comté de Franklin, en Pennsylvanie, le 5 mars 1902, il est le deuxième de trois enfants. Il a des ascendances anglaise, néerlandaise, suisse et allemande.
Très tôt, Bear a travaillé comme fabricant de colle pour la société Chrysler à Detroit. Dans une interview, il a mentionné avoir travaillé dans une usine de 1929 à 1933, usine qui a pris feu au cours de la Grande Dépression, le mettant ainsi au chômage. Avec un partenaire nommé Chuck qui avait travaillé dans la même usine, ils ont rassemblé 1 200 dollars pour ouvrir son commerce de tir à l'arc dans un garage. Bear Archery Company a donc été fondée en 1933.
En 1947, Bear et sa femme s'installèrent à Grayling, dans le Michigan, où ils vivaient dans une tente au bord d'une rivière afin de limiter leurs dépenses personnelles tout en essayant de lancer leurs affaires. Même en 1961, il était difficile de joindre les deux bouts pour Bear. Les années suivantes se révélèrent toutefois prospères, alors que de plus en plus d’États autorisaient la chasse à l’arc et que la croissance de ce sport augmentait régulièrement.
Son intérêt pour la chasse à l'arc a été stimulé par une autre légende, Art Young of the Pope & Young Club, que Bear a rencontré dans le Michigan à la fin des années 1920 et qu'il appelait souvent son héros. Le premier trophée de chasse à l'arc de Bear a été une queue de cheval obtenue dans le Michigan en 1935. Dans les années qui ont suivi, il a parcouru le monde avec son arc et s'est présenté devant des milliers de chasseurs à l'arc pour promouvoir et enseigner ce sport. Il a fait ses débuts à la télévision sur Arthur Godfrey et ses amis, avec des apparitions ultérieures dans The American Sportsman et The Tonight Show. Il a également produit plusieurs films de chasse à l'arc à travers le monde.
Bear vendit une participation majoritaire dans sa société en 1968 mais poursuivit avec le titre de président. En 1978, à la suite d’une grève et de problèmes de main-d’œuvre persistants, l’usine de fabrication de Bear Archery a été délocalisée à Gainesville, en Floride.

## Mort
Un peu plus tard dans sa vie, Bear a lutté contre un emphysème chronique et a subi une crise cardiaque alors qu'il vivait en Floride. Il est resté à l'hôpital pendant un mois et est décédé des suites d'une autre crise cardiaque le 27 avril 1988. Son corps a été incinéré et ses cendres ont été répandues près de la rivière AuSable, dans le nord du Michigan, où Fred avait aimé pêcher à la mouche.

## Héritage
FB Bear a déposé une demande de brevet le 21 avril 1950. Le 12 janvier 1954, le brevet n ° 2 665 678 a été publié pour l'arc en composite. (Base de données de brevets USPTO en texte intégral et image: US002665678).
Bear a été immortalisé dans la chanson "Fred Bear" de l'album Spirit of the Wild du musicien de hard rock Ted Nugent, qui était l'ami de Bear. Fred Bear était également un auteur contribuant aux magazines tels que Outdoor Life et Archery Magazine.

### Fred Bear Museum
Le musée Fred Bear a été créé à Grayling, dans le Michigan, en 1967. La collection du musée a fini par représenter la plus grande collection privée d'artefacts de tir à l'arc au monde. Au début, le musée était à Grayling, mais en 1985, il fut transféré à Gainesville, où il s'installa dans l'usine Bear Archery située entre Archer Road et Williston Road, juste à côté de l'I-75. Ce musée a fermé en 2003 et les collections ont été vendues à la chaîne Bass Pro Shops.
Depuis lors, le Fred Bear Museum a été exposé au magasin du siège social de Bass Pro Shops à Springfield, dans le Missouri. Les expositions comprenaient l'histoire de Fred Bear et l'histoire de la chasse à l'arc, des montures d'animaux grandeur nature, des artefacts de chasse à l'arc, certains de ses trophées et souvenirs ainsi que des arcs et des flèches historiques utilisés ou construits par Fred Bear et sa société. L'exposition a été temporairement fermée en raison de la construction d'un aquarium dans le même bâtiment. Des artefacts du musée Fred Bear ont maintenant été intégrés au Archery Hall of Fame and Museum situé à l'étage supérieur du Bass Pro Shop Outdoor World.
Fred Bear a également été le premier président du plus vieux club de tir à l'arc du Michigan, Detroit Archers. Une petite collection de ses souvenirs se trouve dans le club house. La pièce la plus prisée est celle d'une de ses peaux d'ours polaires, tué avec une flèche. En 2006, les Archers de Detroit ont été cambriolés et leur peau a été volée. L'affaire est toujours ouverte et aucun suspect ni élément de preuve n'a été trouvé quant à l'endroit où se trouve la peau. [réf. nécessaire]